# نرسس لامبروناتسی
نِرسِس لامبروناتسی (ارمنی: Ներսես Լամբրոնացի Nerses Lambronatsi; ‏۱۱۵۳ - ۱۱۹۸) شاعر، نویسنده، و فیلسوف اهل پادشاهی ارمنی کیلیکیه بود.